# 황선호
황선호(1975년 4월 21일~)는 대한민국의 배드민턴 선수 출신 배드민턴 지도자로, 선수시절 1998년 아시안 게임에 참가해 동메달을 획득했다.